# Мура (община)
Вижте пояснителната страница за други значения на Мура.
Община Мура (на шведски: Mora kommun) е разположена в лен Даларна, централна Швеция с обща площ 3129 km2 и население 19 998 души (към 31 декември 2013). Административен център е град Мура.